# Andre Rush
Andre Rush (Columbus, 7 settembre 1974) è un cuoco e personaggio televisivo statunitense, chef alla Casa Bianca per quattro mandati presidenziali, da Bill Clinton a Donald Trump. Conosciuto sui social come Chef Rush, ha servito nello United States Army per 25 anni circa, dal 1993 al 2018.

## Biografia

### Primi anni di vita e istruzione

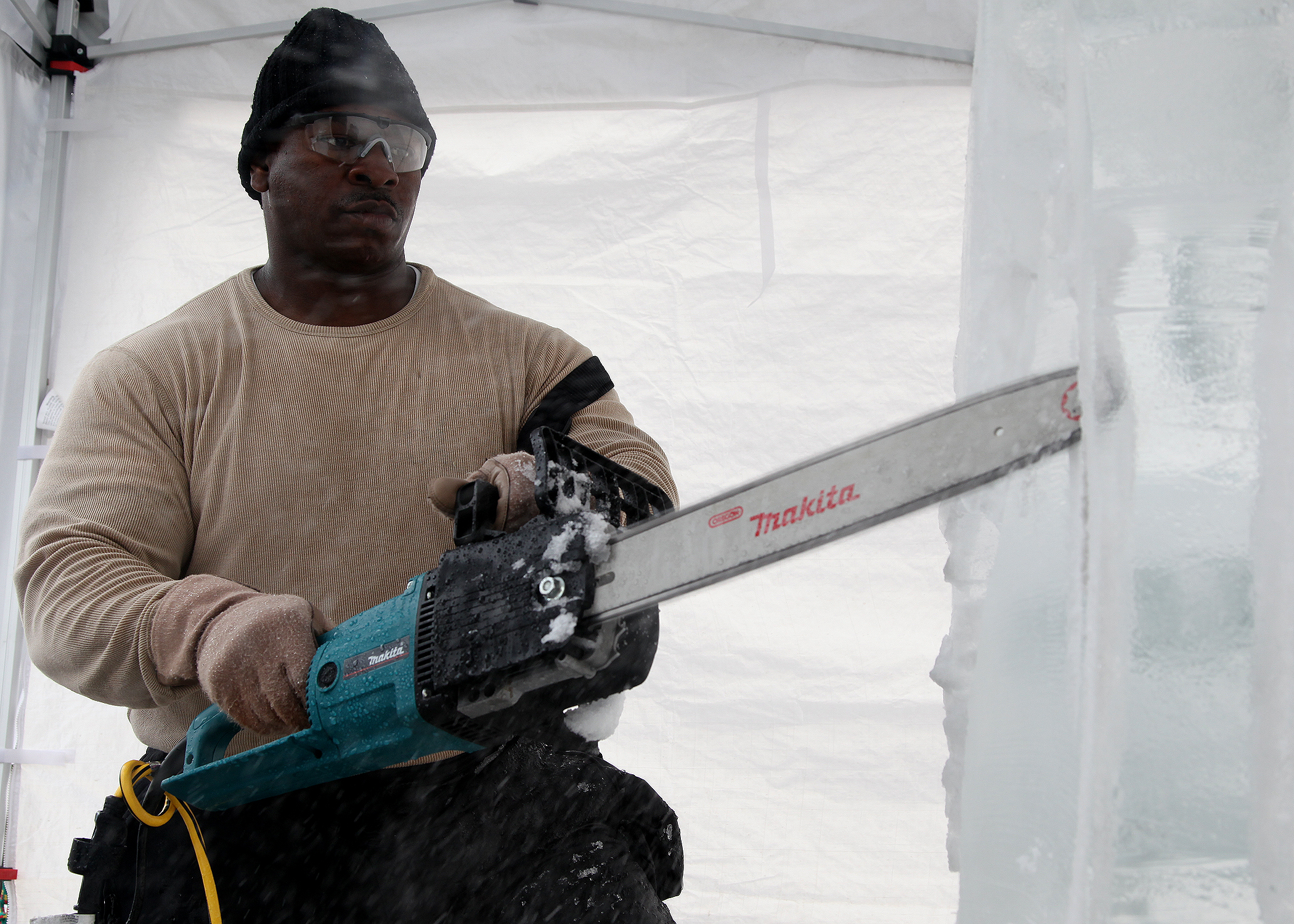
Rush durante il 35º concorso di arti culinarie dello US Army

Andre Rush nasce a Columbus, Mississippi, il 7 settembre 1974. Ultimo di otto fratelli, la sua passione della cucina nasce quando da piccolo aiutava la madre nella preparazione dei pasti per la famiglia. In giovinezza, ha giocato a football nella posizione di running back alla Lee High School di Columbus e nel 1992 si laurea in gestione aziendale presso la Trident University International e in gestione dei ristoranti alberghieri presso il Central Texas College.

### Carriera militare e culinaria
Dopo essersi arruolato nell'United States Army nel 1993, è stato inviato più volte all'estero, tra cui Corea del Sud e l'Iraq, dove rimase ferito in combattimento, e ha prestato servizio come addestratore nel combattimento corpo a corpo e nel servizio di ristorazione. Nel 1997 inizia a lavorare come chef al Pentagono e alla Casa Bianca, servendo part time rispettivamente il presidente del Joint Chiefs of Staff e le amministrazioni presidenziali di Bill Clinton, George W. Bush, Barack Obama e Donald Trump. Proprio durante il suo servizio, l'11 settembre 2001, giorno degli attacchi terroristici, si trovava nella palestra del Pentagono e scelse di offrirsi volontario per i compiti di combattimento in seguito. Rush era anche un membro della squadra di arti culinarie dell'esercito statunitense.
La sua fama arriva nel giugno 2018, quando le giornaliste Kate Bennet e Vivian Salama, rispettivamente della CNN e del The Wall Street Journal, lo fotografarono mentre preparava un pasto del Ramadan per una cena alla Casa Bianca. La foto è circolata su Twitter, diventando virale. Più tardi quello stesso anno, firmò un contratto per produrre uno show televisivo intitolato Chef and the City, abbandonando il lavoro alla Casa Bianca con il grado di sergente maggiore.
Nel 2020 ha partecipato all'inaugurazione di un Esercito della Salvezza a Harrisburg, in Pennsylvania, dove gli è stato conferito un premio per il servizio reso, e nel 2023 ha recitato in Kitchen Commando, che aiuta i ristoranti in difficoltà nell'area metropolitana di Washington. Nel 2024 è apparso in Culinary Class Wars, una sfida culinaria sudcoreana trasmessa da Netflix. Nel suo episodio, ha partecipato a una sfida di ristoranti tra gli YouTuber di mukbang.

## Vita privata
Andre Rush ha otto fratelli. Uno di loro, Ricky, morì di cancro ai polmoni nel 2016. Visto ciò, si è espresso apertamente sulla necessità di effettuare screening oncologici. Oltre alla cucina, è un motivatore, life coach e intagliatore di ghiaccio e sostenitore della prevenzione dei suicidi, soprattutto nei reduci con disturbo da stress post-traumatico.

### Fitness
Rush è noto per il suo fisico muscoloso e per i suoi bicipiti dalla grandezza 24 pollici (61 cm) che gli hanno dato notorietà sui social media. Secondo quanto riferito, quando era studente dell'ultimo anno di liceo, riusciva a sollevare 350 libbre (160 kg) su panca piana, pur pesando solo 150 libbre (68 kg). e nel 2010 era in grado di sollevare 605 libbre (274 kg). Rush afferma di fare 2 222 flessioni al giorno come parte della 22 Pushup Challenge, con l'obiettivo di sensibilizzare l'opinione pubblica sul problema dei circa 22 veterani che muoiono suicidi ogni giorno.
Nel 2021, Men's Health ha pubblicato un articolo che presentava la routine quotidiana di Rush, che includeva otto pasti al giorno fino a raggiungere 10mila calorie, di cui 6mila di proteine. Sostiene di allenarsi 1/2 ore al giorno e di dormire circa 3 ore a notte, anche se alcune delle sue affermazioni furono accolte con scetticismo dalla comunità del bodybuilding professionistico.

## Opere
- (EN)  Call Me Chef, Dammit!: A Veteran’s Journey from the Rural South to the White House, Harper Horizon, 2022. ISBN 978-0785249450.

## Filmografia

### Film
- Gym Rat, regia di Korstiaan Vandiver
- Man and Cat, regia di Oleg Kuzovkov (2001)
- Frog Hair, regia di Robert Selby (2004)
- Driven: The Tony Pearson Story, regia di Andrew Menjivar (2023)

### Programmi televisivi
- Kitchen Commando (2023-in corso)
- Culinary Class Wars (Netflix, 2024)